# Ейсселмер
Ейсселмер (нід. IJsselmeer) — штучне прісне озеро в центральних Нідерландах на місці колишньої затоки Зейдерзе. Межує з провінціями Фрисландія на північному сході, Флеволанд на півдні і сході і Північна Голландія на заході. Від Північного моря на півночі відокремлена 32 кілометрової дамбою товщиною близько 60 метрів. Загальна площа озера — близько 1100 км², середня глибина від 5 до 6 метрів. Водоймище отримало свою назву від річки Ейссел, що впадає в нього через невелике озеро Кетелмер. Живлення має рейнською водою, оскільки Ейссел є гирлом Рейну. Ейсселмер — найбільше за площею прісноводне водоймище Західної Європи..

## Історія створення
Ейсселмер виник в 1932 у результаті комплексного плану по меліорації Нідерландів, підготовленого групою інженерів на чолі з Корнеліусом Лелі. Згідно з цим планом, затока Зейдерзе була відгороджена штучною дамбою від Північного моря. За дамбою закріпилася назва Афслютдейк. У Книзі рекордів Гіннесса вона значиться як найбільша за протяжністю морська дамба з усіх існуючих у світі. Частина території затоки була осушена і стала провінцією Флеволанд, а частина стала озером Ейсселмер. В 1975 Ейсселмер було розділено на дві частини. Західна менша частина була відділена дамбою Хаутрібдеїк і стала самостійним озером Маркермер.

## Сучасний стан
Озеро служить важливим резервуаром прісної води і використовується для потреб сільського господарства і водопостачання підприємств і домогосподарств. Широко використовується в рекреаційних цілях: по озеру плавають прогулянкові кораблі, на берегах озера розвинений туризм.
Озеро Кетелмер, через яке поступає рейнська вода до Ейсселмер, отримує брудну воду із заводів вгору за течією і практично є відстійником. Ці забруднення відкладаються на дно товстим шаром забрудненого мулу. Щоб відновити нормальне водне середовище, цей матеріал видаляють з дна озера.
В 2010 році в озері Кетельмер було створено штучний острів — Ейсселог. Це сховище для забрудненого матеріалу вийнятого з дна озера. Після того, як сховище заповниться, його рекультивують і перетворять на заповідник